# Fort Kaunas

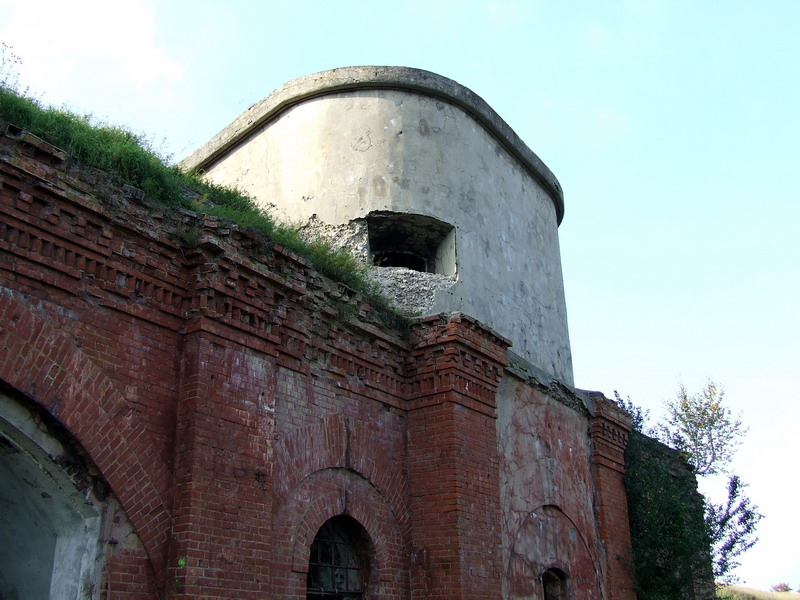
Het oorspronkelijke fort

Fort Kaunas is een fort in Kaunas, Litouwen dat werd gebouwd in 1882 en later werd uitgebreid, om Rusland te beschermen tegen aanvallen vanuit het westen.
Tijdens de Eerste Wereldoorlog hield het fort elf dagen lang de aanval van de Duitsers tegen.
Gedurende de Tweede Wereldoorlog werd het fort door de Duitsers gebruikt als detentiecentrum voor ondervragingen en executies.